# سامانه حفاظت فعال

سیستم حفاظت فعال آرنا:
۱. سیلوهای محافظ
۲. رادار
۳. مهمات محافظ
۴. موشک هدایت‌شونده ضد تانک در حال ورود
۵. مرحله ردیابی

سامانه حفاظت فعال (انگلیسی: Active protection system) سامانه‌ای است که برای جلوگیری فعال از تخریب وسیله نقلیه توسط سلاح‌های ضد تانک خاص طراحی شده است.
اقدامات متقابلی که وسیله نقلیه را از تهدید موشک‌های هدایت‌شونده ورودی، پنهان می‌کنند یا هدایت آن را مختل می‌کنند، اقدامات حفاظتی فعال کُشنده نرم نامیده می‌شوند. اقدامات متقابلی که به صورت فیزیکی به تهدید ورودی حمله می‌کنند تا به آن آسیب برسانند یا آن را نابود کنند و در نتیجه توانایی آن را در نفوذ به زره محدود کنند، اقدامات حفاظتی فعال کُشنده سخت نامیده می‌شوند.